# Ammobates depressus
Ammobates depressus är en biart som beskrevs av Heinrich Friese 1911. Ammobates depressus ingår i släktet Ammobates och familjen långtungebin. Inga underarter finns listade i Catalogue of Life.